# UM02-KO
FOMA UM02-KO（ふぉーまゆーえむぜろにけいおう）はNTTドコモが提供する、日立国際電気製の通信モジュールである。ユビキタスモジュールなどとも呼ばれている。

## 概要
通常の携帯電話やデータ通信カードとは違い、UM02-KO単体で通話や通信を行うのではなく、機械に組み込み通信を行うためのモジュールである。たとえば自動販売機に組み込み、遠隔で自動販売機の製品の在庫やつり銭の状態などを把握したり、カーナビゲーションに組み込み、遠隔で車両の位置を把握、管理するといった用途で使われる。その他にタクシーなどのリモートクレジット決済端末や、バーコードリーダーなどにも使われている。
料金プランは通常の音声用のプラン、データ専用プラン（従量制プランのみ）のほかユビキタスプランが利用可能となる。

## 仕様
| FOMA UM02-KO仕様 | FOMA UM02-KO仕様                                                               |
| ---------------- | ------------------------------------------------------------------------------ |
| 提供キャリア     | NTTドコモ                                                                      |
| メーカー         | 日立国際電気                                                                   |
| サイズ           | 約37.0 （W）×約35.7 （D）×約5.0 （H）mm                                        |
| 重量             | 約15g                                                                          |
| 対応通信         | FOMAパケット通信 （音声/パケット通信分離制御対応）                             |
| 伝送速度(bps)    | 1,200/2,400/4,800/7,200/9,600/19,200/38,400/ 57,600/115,200/230,400/460,800bps |
| 無線周波数       | 2GHz/800MHz帯 （FOMAプラスエリア対応）                                         |

## その他モジュール
その他通信モジュールとして以下のものがある。UM-01HWが音声対応といった以外は仕様、大きさなどほぼ同じである。
- UM01-HW
- FOMA UM02-F
- FOMA UM01-F
- FOMA UM01-KO